# 向日市立勝山中学校
向日市立勝山中学校（むこうしりつ かつやまちゅうがっこう）は、京都府向日市鶏冠井町楓畑町にある市立中学校。略称は『勝中』（かっちゅう）。

## 沿革
1947年に乙訓郡1町7村（向日町・久世村・久我村・羽束師村・大山崎村・新神足村・海印寺村・乙訓村）で設立された組合により開校した乙訓中学校が勝山中学校の前身である。翌年の1948年には大原野中学校が乙訓中学校に統合され、大原野村も組合に加わった。1950年には久我村と羽束師村が京都市に編入され、両村の生徒が京都市立伏見中学校と京都市立桃陵中学校に編入された。1955年には長岡中学校が新設され、長岡町区域を長岡中学校に分離した（2～3年生は井ノ内地区を除く）。1960年には長岡町が組合を脱退して組合立長岡中学校は長岡町立長岡中学校へ改称した。しかし、長岡町井ノ内地区は長岡中学校校区よりも乙訓中学校校区を望む声が大きかったため、1961年6月には長岡町が組合に再加入し、長岡町井ノ内地区を乙訓中学校の校区へ編入した。1968年には大山崎村が町制施行し、乙訓中学校の通学区域は向日町・大山崎町の全域と長岡町（井ノ内地区）、京都市（久世地区・大原野地区）となった。
1970年代の人口急増期には、乙訓中学校がマンモス校となり、相次いで中学校を分離した。1971年には第二乙訓中学校（現大山崎町立大山崎中学校）が開校し、大山崎町区域を分離した。1973年には第三乙訓中学校（現京都市立久世中学校）が開校し、京都市久世地区を分離した。1975年には第四乙訓中学校が開校し、向日市北部の地域を分離した。1970年代の相次ぐ中学校の分離により、乙訓地域の生徒はほとんどが地元の中学校に通学できるようになり、乙訓中学校事務組合の存在意義は失われていった。1982年の寺戸中学校分離の際に組合は解散され、乙訓中学校は向日市立勝山中学校に改称された。

### 年表
- 1947年（昭和22年）5月 - 元乙訓高等小学校の校舎を買収して乙訓中学校を新設。
- 1948年（昭和23年）4月 - 大原野中学校を統合
- 1955年（昭和30年）4月 - 組合立長岡中学校（現長岡京市立長岡中学校）を分離
- 1960年（昭和35年）12月 - 校舎増築第1期工事（鉄筋3階建て9教室）竣工
- 1961年（昭和36年）12月 - 校舎増築第2期工事（鉄筋3階建て9教室）竣工
- 1967年（昭和42年）5月 - 体育館竣工
- 1969年（昭和44年）3月 - 校舎（鉄筋3階建て 特別教室9・トイレ）竣工
- 1971年（昭和46年）4月 - 組合立第二乙訓中学校（現大山崎町立大山崎中学校）を分離
- 1973年（昭和48年）3月 - 増改築校舎（鉄筋3階建て6教室）、管理室竣工
- 1973年（昭和48年）4月 - 組合立第三乙訓中学校（現京都市立久世中学校）を分離
- 1975年（昭和50年）4月 - 組合立第四乙訓中学校（現向日市立西ノ岡中学校）を分離
- 1977年（昭和52年）3月 - 改築校舎（鉄筋3階建て6教室）竣工
- 1978年（昭和53年）3月 - 改築校舎（鉄筋3階建て6教室）竣工
- 1979年（昭和54年）2月 - グラウンド大改修工事竣工
- 1982年（昭和57年）3月 - 乙訓中学校事務組合解散
- 1982年（昭和57年）4月 - 向日市立勝山中学校として開校。向日市立寺戸中学校を分離
- 1990年（平成2年）9月 - コンピューター教室設置
- 1993年（平成5年）3月 - 南校舎に昇降口を新設
- 1997年（平成9年）3月 - 新体育館竣工

## 主な指定研究
- 1992年（平成4年）- 京都府教育委員会・向日市教育委員会指定「中学校教育課程研究モデル校」
- 1997年（平成9年）- 文部省スクールカウンセラー活用調査研究開始。京都府教育委員会・向日市教育委員会指定 小・中学校教育実践パイロット校

（道徳）として研究発表。 
- 2000年（平成12年）- 文部省指定「交流教育地域推進研究校」として研究発表
- 2002年（平成14年）- 京都府教育委員会・向日市教育委員会指定 小・中学校教育実践パイロット校（総合的な学習の時間）として研究発表。
- 2003年（平成15年）- 京都府教育委員会指定「国語教育推進校」
- 2004年（平成16年）- 京都府教育委員会指定「地域ふれあい体験活動」推進校
- 2005年（平成17年）- 都府教育委員会指定「京都夢・未来校」（国語）
- 2006年（平成18年）- 文部科学省指定「キャリア・スタート・ウィーク」推進地域校
- 2008年（平成20年）- 国立教育政策研究所指定、向日市教育委員会指定「小中連携教育」実践研究校

## 教育方針
1. 充実した教育活動。
2. 今日的な教育課題に応える教育を組織的・計画的に推進。
3. 自ら学び自ら考える「生きる力」の育成、豊かな人間性と「心の教育」。
4. 開かれた学校、特色ある学校づくりの推進、教育の活性化。

## 学校行事
- 毎年10月に体育祭が行われる
- 毎年11月に文化祭が行われる
- 毎年3月に球技大会が行われる

## 通学区域が隣接している学校
- 向日市立西ノ岡中学校
- 向日市立寺戸中学校
- 京都市立久世中学校
- 京都市立神川中学校
- 長岡京市立長岡第三中学校
- 長岡京市立長岡中学校
- 長岡京市立長岡第二中学校
- 京都市立大原野中学校